# Hunter (village, New York)
Pour les articles homonymes, voir Hunter.
Ne doit pas être confondu avec Hunter (New York).
Hunter est un village situé dans le comté de Greene, dans l'État de New York, aux États-Unis,. Le village est le siège du comté de Greene.
En 2010, il comptait une population de 502 habitants, estimée au 1er juillet 2019 à 475 habitants.

## Démographie
Lors du recensement de 2010, le village comptait une population de 502 habitants. Elle est estimée, en 2019, à 475 habitants.